# Буюрук-хан
Буюрук-хан (д/н — 1206) — 4-й хан найманів у 1198—1202 роках. В китайських джерелах відомий як Буюлук Хань.

## Життєпис
Походив з клану Гючюгют. Син Інанч-хана. Найманське ім'я невідоме, а Буюрук є власне титулом, що він мав зажиття батька. Після смерті останнього близько 1198 року ймовірно з ініціативи Буюруку Найманське ханство було розділено з братом Таяном. Можливою причиною розладу між братами іноді називають їх закоханість в одну з наложниць свого батька — Гюрбесу, яка після смерті чоловіка за принципом левірату стала дружиною Таяна.
Буюрук-хан разом з частиною війська пішов на Алтай, утворивши там окремий улус. У 1199 році Таян-хан підбурив Темуджина і Джамухи, очільників монголів, і Тогрил-хана, лідера караїтів, виступити проти Буюрука. У битві біля озера Кишилбаш (припускають, що це сучасне озеро Улюнгур) Буюрук зазнав поразки і втік до верхів'я Єнісею. Втім він продовжив боротьбу.
У 1201 році Буюрук-хан підтримав обрання гурханом Джамуху — суперника Темуджина. Брав участь у битві в урочищі Койта проти монголів, де Джамуха зазнав поразки. відсутпив до місцевості Улух-тах. 1202 року зазнав тяжкої поразки від Тогрил-хана, внаслідок чого втратив будь-яку владу над найманами. Відступив до річки Булган-Гол.
У 1204 році після загибеля Таян-хан підтримав небожа Кучлука, а потім об'єднався з рештками меркітів на чолі із Тохтоа-бекі і караїтським нойоном Джака-Гамбу. Під час підготовки до нової кампаніїу 1206 році Буюрука було схоплено під час полювання нукерами Чингізхана, який наказав стратити того.